# 笹畝坑道

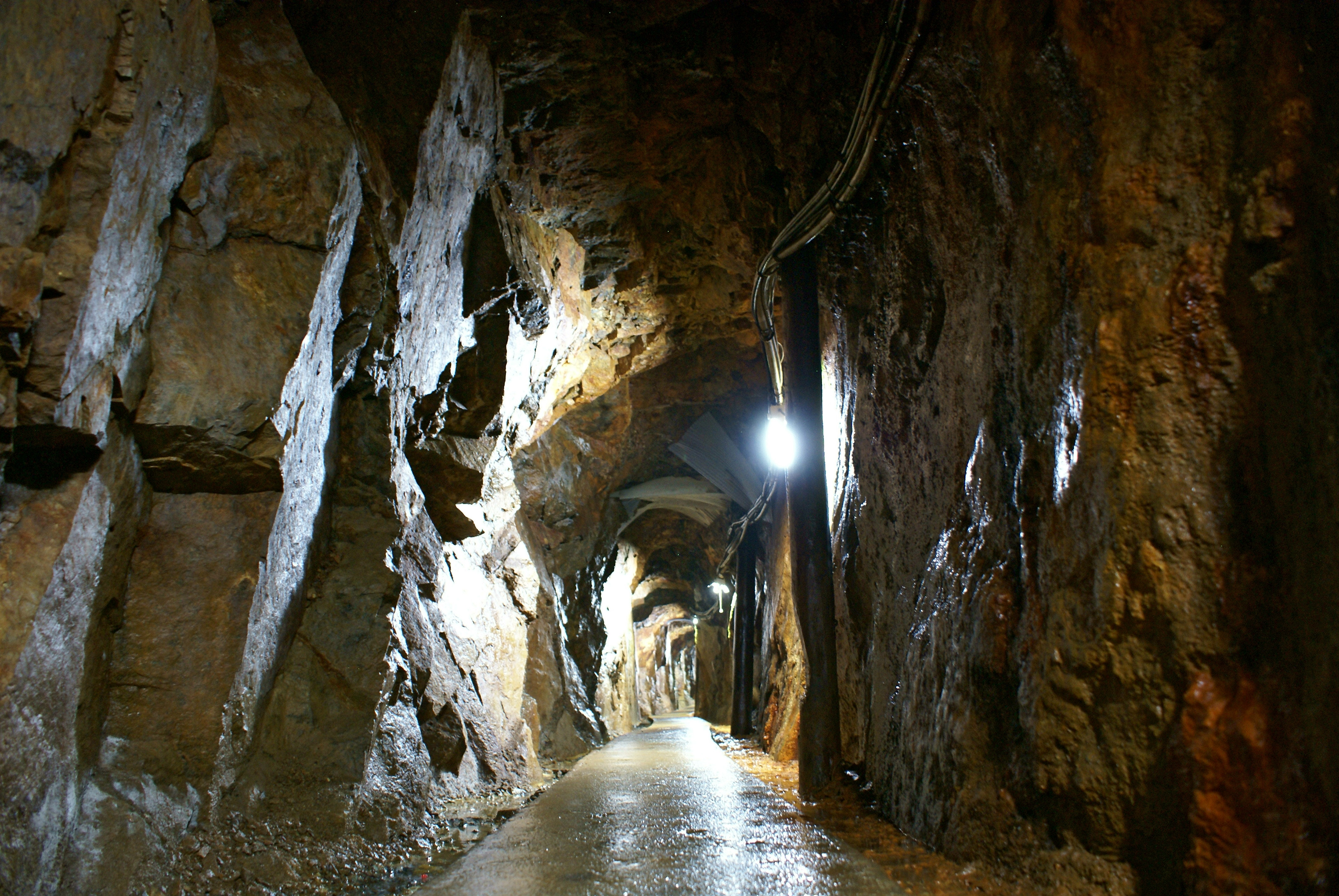
坑道

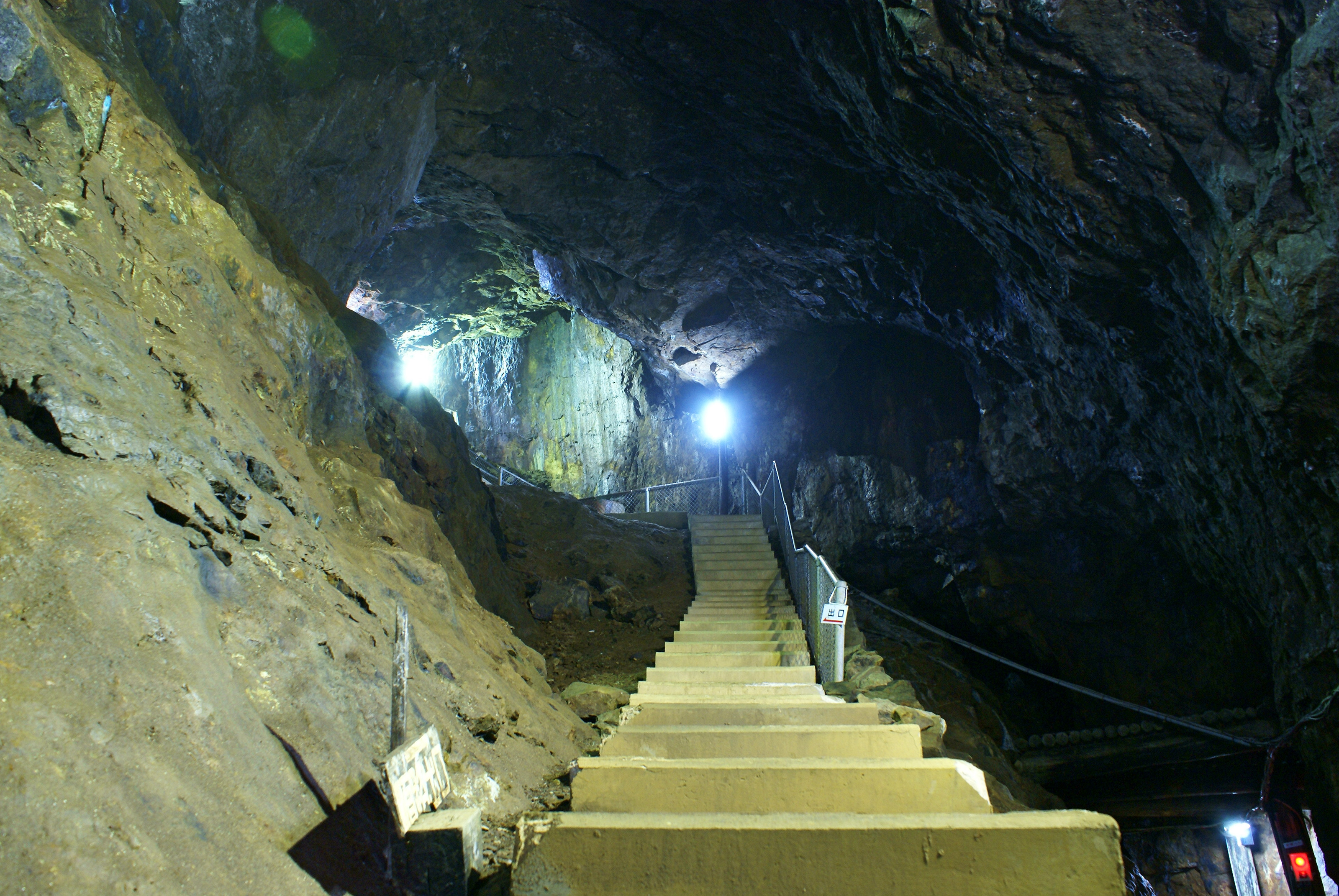
採掘現場近く

笹畝坑道（ささうねこうどう）は岡山県高梁市にある吉岡銅山の旧坑道の一つ。坑口から約250メートルが整備され公開されている。

## 概要
江戸時代は日本6大銅山の一つに数えられベンガラの産地として繁栄した吉岡鉱山の構成要素であった銅山の坑道と採掘現場の遺構である。
807年（大同2年）の発見と伝える歴史ある銅山の町「吹屋」が1977年に国の重要伝統的建造物群保存地区として選定されたのを受けて、吉岡鉱山の保全のための事業として1978年より、銅山坑口の一つで1972年の閉山まで黄銅鉱・磁硫鉄鉱を産出していた笹畝坑道の整備が開始され、1979年11月に一般公開された。坑内には銅採掘のための削岩機の跡やトロッコ軌道が残されている。見学者はヘルメット装着の上、徒歩で坑道内を移動する。坑道の一部は、アルコール飲料の長期熟成に使用されている。地下で吉岡鉱山の本坑であった坂本抗と繋がっている。

## 所在地
岡山県高梁市成羽町吹屋1987

## 交通アクセス
- JR伯備線備中高梁駅から
  - 備北バス・観光周遊バス（9:40発）で現地着
  - 備北バス・「吹屋」行き55分、終点下車 徒歩60分
  - タクシー40分